# Frank Riseley
Frank Lorymer Rieseley, detto Reggie (Clifton, 6 luglio 1877 – Torquay, 6 febbraio 1959) è stato un tennista britannico.
Attivo dal 1892 al 1925, in carriera è stato per tre volte finalista in singolare a Wimbledon (1903, 1904 e 1906), torneo nel quale si è laureato campione in doppio nel 1902 e nel 1906.
Oltre al titolo in Davis nel Coppa Davis 1904, vanta anche dieci successi in singolare.

## Carriera

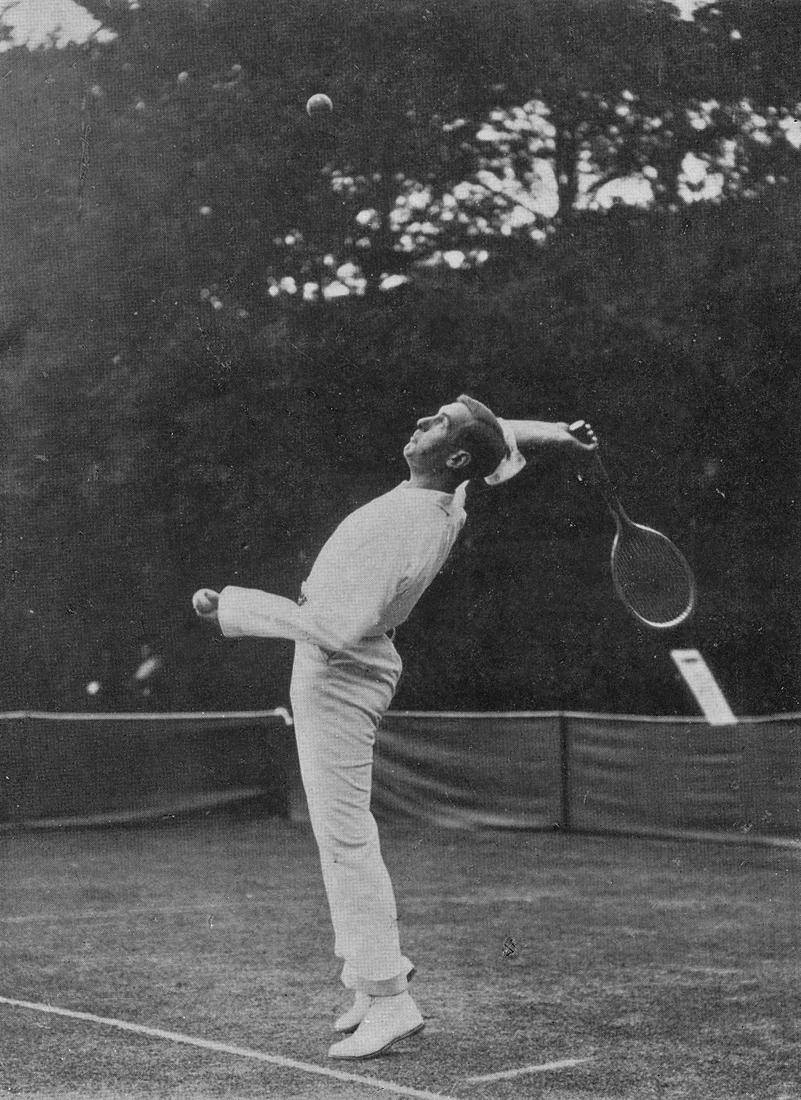
Frank Riseley al servizio

Riseley disputò il suo primo torneo nel 1892 partecipando al Warwickshire Championships di Leamington Spa, dove fu eliminato al secondo turno da Wilberforce Eaves.
Dopo aver giocato sedici tornei nei successivi tre anni, nel 1895 conquistò il primo titolo al Waterloo Tournament di Liverpool, battendo T.J. Walmsley per 6-1 6-1 6-0, lo stesso anno raggiunse anche la finale del Northern Championships dove fu battuto in cinque set da Herbert Baddeley.
L'anno seguente confermò il successo di Liverpool beneficiando, in finale, del walkover per il ritiro di Arthus Henry Riseley, perse la finale del Northern Championships dove fu battuto in cinque set da Herbert Baddeley. Successivamente vinse lo Sheffield and Hallamshire Championships sconfiggendo in finale per tre set a zero Edward Roy Allen, si dovette ritirare prima della finale del Teignmouth and Shaldon Tennis Tournament e giocò il suo primo Torneo di Wimbledon uscendo ai quarti di finale per mano di Harold Mahony.
Nel 1897 trionfò per la terza volta consecutiva il Waterloo Tournament avendo la meglio di Arthur Henry Riseley in due set e si spostò a Parigi per il Championnats de France sur Court Couvert sui campi indoor del Tennis Club de Paris dove si spinse fino alla finale nella quale fu sconfitto dall'irlandese Manliffe Francis Goodbody.
Nel 1898 raggiunse e perse, contro Edward Roy Allen, la finale dell'Exmouth Open Tennis Tournament, lo stesso risultato del Derbyshire Championships del 1900, battuto da George Hillyard in quattro set.
Nel 1902 venne sconfitto ancora nell'atto conclusivo del Midland Counties Championships di Edgbaston da Sidney Howard Smith, ma riuscì ad aggiundicarsi il trofeo dello Scottish Championships di Moffat primeggiando su John Mycroft Boucher, dopo essersi ritirato nella finale del Sussex Championships di Brighton contro Sydney Smith, insieme allo stesso Smith vinse il primo dei suoi due titoli in doppio a Wimbledon riuscendo nell'impresa di sconfiggere nel challenger round i fratelli Laurence e Reginald Doherty, che venivano da cinque successi consecutivi.
Nel 1903 partecipò al Monte Carlo Open nel Principato di Monaco in cui raggiunge la finale nella quale si ritirò consegnando il titolo a Reginald Doherty.
A Wimbledon perse in finale sia in singolare che in doppio, nel primo caso venne sconfitto da Laurence Doherty in tre set e nel secondo, ancora insieme a Sydney Smith, gli stessi fratelli Doherty si vendicarono del risultato dell'edizione precedente.
Lo stesso esito si ripeté a nell'edizione del 1904 quando in singolare, dopo aver sconfitto Harold Mahony, Arthur Gore, Smith e Josiah Ritchie, fu nuovamente battuto da Laurence Doherty e in doppio i Laurence trionfarono per la settima volta in otto edizioni. La settimana successiva fece parte per la prima volta della Squadra britannica di Coppa Davis, scendendo in campo e aggiudicandosi due singolari della finale contro il Belgio che si concluse 5 a 0.
Nello stesso anno raggiunse anche le finali del Northern Championships, dove perse contro Sydney Smith, e del Sussex Championship, dove fu costretto a ritirarsi nel terzo set.
Nel 1905 fu battuto per la terza volta consecutiva dai fratelli Laorence in doppio a Wimbledon e per la seconda volta consecutiva da Smith nella finale del Northern Championships, a queste si aggiunse anche la sconfitta contro l'australiano Norman Brooks nell'ultimo atto del South of England Championships di Eastbourne.
Il 1906 è l'anno della terza sconfitta nella finale di singolare a Wimbledon, per l'ennesima volta per mano di Laurence Doherty, ma con Smith riuscì a vincere il titolo di doppio, ponendo fine al dominio dei Lawrence che persero la seconda finale sulle dieci disputate.
Nel giugno precedente riuscì a vincere ben tre tornei: l'Iris Championships di Dublino, il Northern Championships di Liverpool e l'Europe Championships di Leicester.
Tornò al successo nel 1902 vincendo sui campi in terra battuta del Torneo di Dinard, in Francia. Nel 1920, a 43 anni, raggiunse la finale del West of England Championships di Bristol, perdendo contro il neozelandese Francis Fisher, l'anno successivo perse la finale del torneo di Le Torquet e nel 1922 fece parte della Squadra britannica di Coppa Davis per la seconda volta, a 18 anni dalla prima occasione, vincendo insieme a Algernon Kingscote l'incontro di doppio dei quarti di finale contro la coppia italiana formata da Giovanni Balbi di Robecco e Cesare Colombo.
Tre anni dopo, in seguito alla vittoria del West of England Championships alla soglia dei 48 anni, si ritirò dall'attività agonistica.

## Finali dei tornei dello slam

### Singolare

#### Finali perse (3)
| Numero | Data           | Torneo                          | Superficie | Avversario in finale | Punteggio          |
| 1.     | 30 giugno 1903 | Torneo di Wimbledon, Londra (1) | Erba       | Laurence Doherty     | 5–7, 3–6, 0–6      |
| 2.     | 27 giugno 1904 | Torneo di Wimbledon, Londra (2) | Erba       | Laurence Doherty     | 1–6, 5–7, 6–8      |
| 3.     | 4 luglio 1906  | Torneo di Wimbledon, Londra (3) | Erba       | Laurence Doherty     | 4–6, 6–4, 2–6, 3–6 |

### Doppio

#### Vittorie (2)
| N. | Data           | Torneo                          | Superficie | Compagno     | Avversari in finale               | Punteggio                |
| 1. | 30 giugno 1902 | Torneo di Wimbledon, Londra (1) | Erba       | Sydney Smith | Laurence Doherty Reginald Doherty | 4–6, 8–6, 6–3, 4–6, 11–9 |
| 2. | 5 luglio 1906  | Torneo di Wimbledon, Londra (2) | Erba       | Sydney Smith | Laurence Doherty Reginald Doherty | 6–8, 6–4, 5–7, 6–3, 6–3  |

#### Finali perse (3)
| N. | Data           | Torneo                          | Superficie | Compagno     | Avversari in finale               | Punteggio          |
| 1. | 1º luglio 1903 | Torneo di Wimbledon, Londra (1) | Erba       | Sydney Smith | Laurence Doherty Reginald Doherty | 4–6, 4–6, 4–6      |
| 2. | 29 giugno 1904 | Torneo di Wimbledon, Londra (2) | Erba       | Sydney Smith | Laurence Doherty Reginald Doherty | 1–6, 2–6, 4–6      |
| 3. | 8 luglio 1905  | Torneo di Wimbledon, Londra (3) | Erba       | Sydney Smith | Laurence Doherty Reginald Doherty | 2–6, 4–6, 8–6, 3–6 |